# Davis County (Utah)
Davis County je okres ve státě Utah v USA. K roku 2010 zde žilo 306 479 obyvatel. Správním městem okresu je Farmington. Celková rozloha okresu činí 1 641 km².